# Bolsjoj Krasnocholmskij-bron

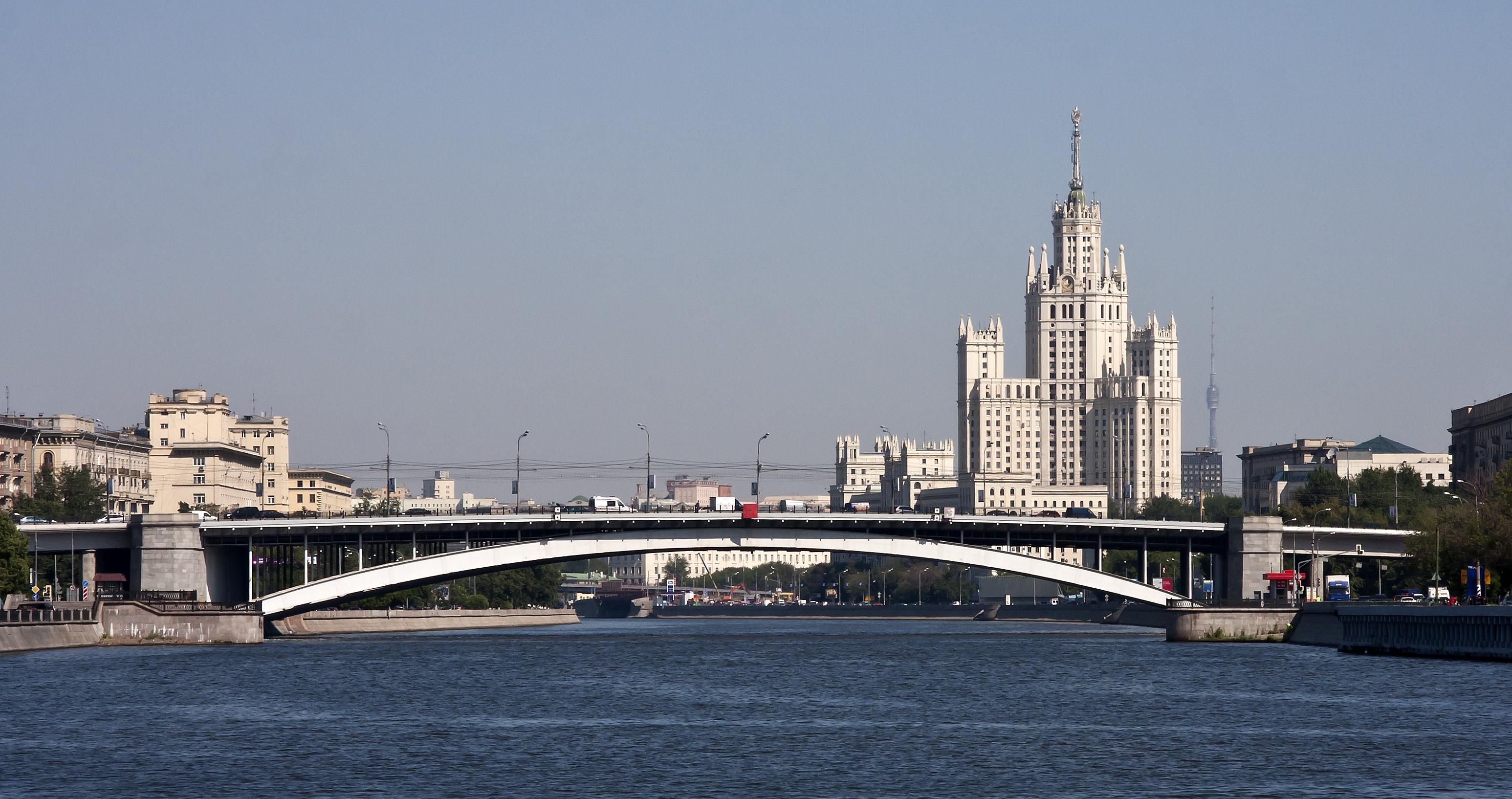
Bolshoy Krasnokholmsky-bron söderifrån

Bolsjoj Krasnocholmskij-bron (ryska: Большо́й Краснохо́лмский мост) är en bågbro av stål över Moskvafloden i centrala Moskva i Ryssland. Bron ligger på Ringled B och sammanbinder rajonerna (distrikten) Taganskij och Zamoskvoretje. Bron färdigställdes 1938 av V. M. Vakhurin, G. P. Golts och D. M. Sobolev. Huvudspannet är 168 meter, vilket gör det till Moskvas längsta..

## Historia

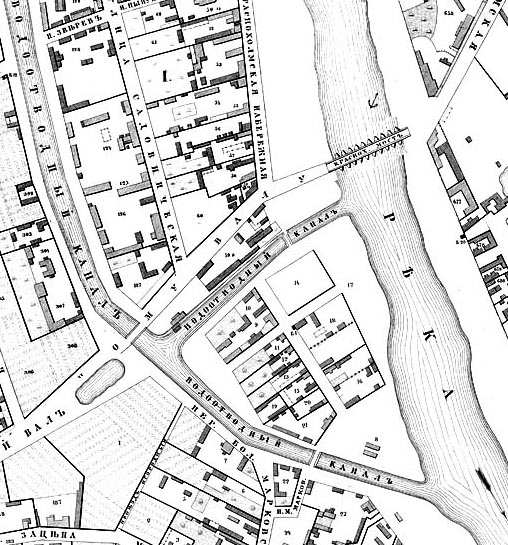
Detalj ur en stadskarta från 1853 visar en träbro strax söder om Bolsjoj Krasnocholmskij-brons nutida läge. Notera brons vinkel, samt kanalen som inte längre finns kvar.

Redan under 1700-talet var det vanligt med gångbroar av trä vid Bolsjoj Krasnocholmskij-brons nuvarande läge. På stadskartan till höger från 1853 finns en träbro utritad strax söder om den nuvarande brons läge, i en lite annan vinkel. Förr fanns en tvärkanal mellan Vodootvodnyj-kanalen och Moskvafloden, vilken avskiljde södra spetsen av Baltjug till en separat ö. Kanalen gick cirka hundra meter söder om nuvarande Ringled B. Alla broar vid Bolsjoj Krasnocholmskij-brons läge, den nuvarande såväl som de historiska, har byggts norr om denna tvärkanal.
Den första permanenta Bolsjoj Krasnocholmskij-bron över Moskvafloden byggdes 1872 av bröderna Struwe. Amand Struwe var chefsingenjör och finansiär. Bron bestod av två rektangulära fackverk, vardera 65,5 meter långa, med en pelare i mitten. På bron gick en 15 meter bred timmerlagd väg samt två trottoarer på vardera 2,14 meter. Senare försågs bron också med spårväg. På kartor från 1910 anges att det går hästspårvagnar över bron, medan kartor från 1916 anger att elektriska spårvagnar användes. Struwe byggde, liksom sina föregångare, bron nästan vinkelrätt mot flodens strömningsriktning, vilket gav en liten knyck i Ringleden.

## Bolsjoj Krasnocholmskij-bron 1938

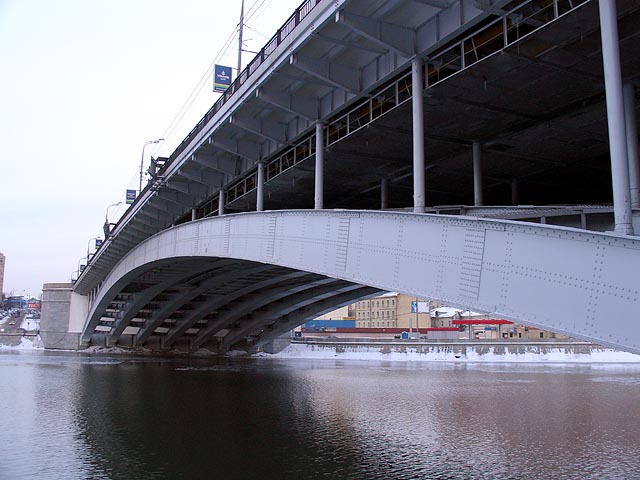
Bolsjoj Krasnocholmskij-bron, närbild, efter renoveringen 2007

När den nuvarande bron byggdes 1938 planerades den så att ringvägen skulle gå rakt, vilket gav en vinkel på 55 grader mellan floden och bron. Först avsåg man att bygga en kabelbro, men den kraftiga vinkeln fick detta att framstå som alltför riskabelt, varför man istället valde en mer traditionell bågbro. Huvudspannet är uppbyggt av sju stålbågar, vardera 168 meter lång och 10,68 meter hög. Bågarna är gjorda av SDS-stål som hade utvecklats för att kunna bygga Sovjeternas palats. Totalt består bron av 6 000 ton stål, vilket motsvarar 890 kg per kvadratmeter broyta.
På flodstränderna finns fyra granitpyloner på betongfundament. Fundamenten är vardera 35,6 × 15,0 meter och når den solida kalkstensplattan på 11,5–13,0 meters djup. Brons totala längd, inklusive betongramper, är 725,5 meter och bredden är 40,0 meter, med åtta filer och ursprungligen två spårvagnsspår.
Bron renoverades grundligt 2005–2007. Hela vägbanan, inklusive ramperna, byttes ut, men brons utseende ändrades inte alls.